# Kizimkazi

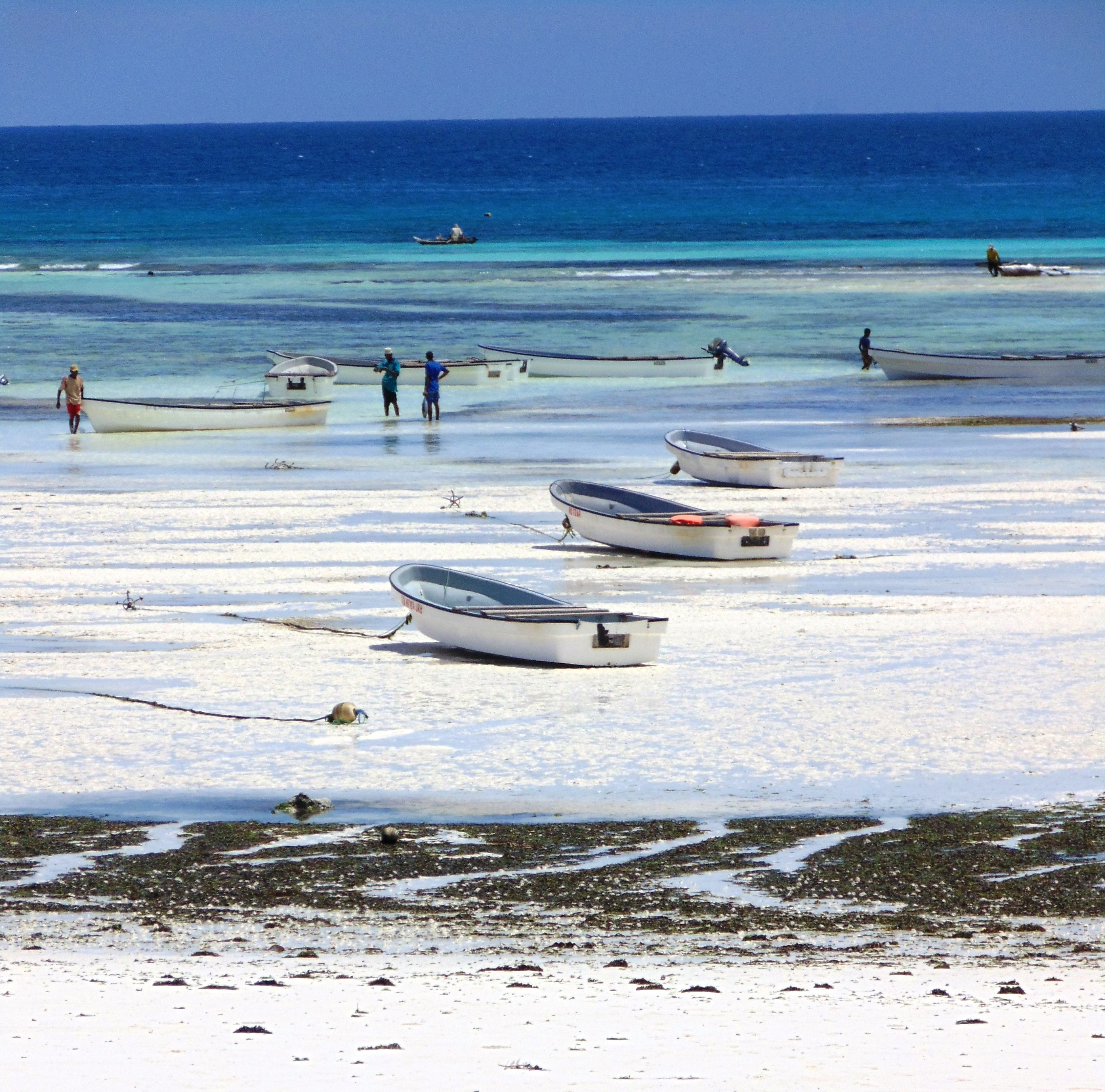
Kizimkazi.

Kizimkazi, officiellt Kizimkazi Mkunguni, även känt som Kizimkazi Metendeni, är ett fiskeläge på Zanzibars sydkust. Byn hade en gång en ringmur. Byn ligger tre engelska mil sydost om Kizimkazimoskén i Kizimkazi Dimbani (oftast bara Dimbani).
Under senare år har byn blivit en turistattraktion då dagliga båtturer tar turister för att se och simma med flasknosdelfiner.